# Goshogawara
Goshogawara (五所川原市, Goshogawara-shi) est une ville située dans la préfecture d'Aomori, au Japon.

## Géographie

### Situation
Goshogawara est située dans le nord-ouest de la préfecture d'Aomori.

### Municipalités limitrophes
Le territoire de Goshogawara a la particularité d'être constitué de deux parties distinctes, séparées par le bourg de Nakadomari.
| mer du Japon | Nakadomari, Sotogahama | Imabetsu, Sotogahama |
| Tsugaru      | Goshogawara            | Yomogita             |
| Tsuruta      | Itayanagi              | Aomori               |

### Démographie
Lors du recensement national de 2010, la ville de Goshogawara avait une population estimée à 59 265 habitants, répartis sur une superficie de 1 404,56 km2 (densité de population de 146 hab./km2). En janvier 2021, la population était de 53 161 habitants. 

### Hydrographie
Goshogawara comprend le lac Jūsan, situé au bord de la mer du Japon. Elle est traversée par le fleuve Iwaki.

## Économie
Les productions agricoles de Goshogawara ont le riz et la pomme.

## Histoire
Le village de Goshogawara a été créé le 1er avril 1889. Il a acquis le statut de bourg en 1898, puis de ville le 1er octobre 1954.

## Transports
Goshogawara est desservie par les routes nationales 101 et 339.
La ville est desservie par la ligne Gonō de la JR East et la ligne Tsugaru Railway. La gare de Goshogawara est la principale gare de la ville.

## Culture locale et patrimoine

### Événement
Chaque année, depuis 1994, le championnat du monde de go-nin-kan (ja), un jeu de plis japonais, est organisé dans la ville.